# 恐竜大紀行
『恐竜大紀行』（きょうりゅうだいきこう）は、岸大武郎による日本の漫画作品。

## 概要
作者デビュー後最初の連載作品であり、『週刊少年ジャンプ』（集英社）1988年51号から1989年12号まで連載された。全12話。連載時の担当編集者は椛島良介。
中生代が舞台。ストーリーは1話完結型。主に1話につき1種類の恐竜を観察する。狭義の「恐竜」に限定されず、古生物全般が題材になっている。
「我々はこの時代この場所に向かった」と第三者視点からの報告と解説が行われるが、観察者である「人間」の姿は全く描かれず、観察行為が恐竜に影響を及ぼすこともない。
かつて実在した生物であった、苛酷な環境と弱肉強食の中で生きているということがリアルに描かれている。その一方では、恐竜達の動きに合わせてセリフがつけられている。このセリフについては「恐竜を擬人化したもの」「作者の想像したもの」「観察した人間が吹き込んだもの」の三通りの考え方ができる。恐竜の「群れ」や「家族」などをテーマにしたものが多い。
恐竜の骨格・絶滅論などは連載当時有力なものを基準に描かれていた。そのため、後から読むと以降の有力説とは差異がある。
週刊少年ジャンプ誌上でのインタビューで「好きなジャンプのマンガは？」と訊かれた鳥山明がこの作品を挙げており、2005年の復刻再版の際にもコメントを寄せるなど絶賛された。

## 構成
第1話 スカーフェイスの生涯（ティラノサウルス）
メスのティラノサウルスが主人公。
第2話 チビ（プテラノドン）
翼竜。海辺に巣を作り魚を食べていた。
第3話 サンダーとペッカー（アパトサウルスと始祖鳥）
雷竜と呼ばれていた。当時まだ主流であったアパトサウルスが水辺で生活し浮力で体重を支えていた説はとられておらず、新説であった陸上生活説で描かれている。そしてなお同時に水浴びの生態が描かれている。
始祖鳥は飛行できるように描かれている。
第4話 海の彗星コメット（イクチオサウルス）
魚竜。知能が高いという説で描かれている。プレシオサウルスや古代のサメも登場。
第5話 のんき者ノロ（ステゴサウルス）
剣竜。脳が小さい恐竜ということで、のんき者の性格で描かれている。ケラトサウルスとの戦いが描かれた。
第6話 ロック（パキケファロサウルス）
オス同士の頭突き試合が描かれている。
第7話　水辺のブラッド（ディメトロドン）
三畳紀初期の単弓類（連載当時の分類名である哺乳類型爬虫類と呼称されている）。肉食性で当時の生態系の上位にいた。
第8話 父ちゃん（アンキロサウルス）
鎧竜。砂漠に生息していた。
また捕食者としてタルボサウルスが登場するが、アジアの恐竜であり、北米のアンキロサウルスとは生息地が異なる。
第9話 ケロンじいさんの見た事（アーケロンとアンモナイト）
古代の亀と頭足類。エラスモサウルスやティロサウルスなどの海棲爬虫類も登場。
第10話 英雄ドン（トリケラトプス）
角竜。群れを作り、捕食者であるティラノサウルスにも立ち向かう。
第11話 化石（前編）
第12話 化石（後編）
恐竜絶滅を描いている。90年代以降に主流となるチクシュルーブ衝突体説は用いられていない。
火山活動で世界が崩壊していく中で、ティラノサウルスの「キング」は、隆起した地層から前時代恐竜アパトサウルス、ステゴサウルス、イクチオサウルス、ディメトロドンなどの化石を見つける。火山活動はさらに活発化し、植物は枯れ、恐竜たちは飢え死にしていく。
「命ある限り喰え」という生命の本能に突き動かされ、飢えたキングは餌を求めて歩き出す。干上がった海にはアーケロンや海棲爬虫類の遺骨が。天変地異により、プテラノドン、アンキロサウルス、トリケラトプス、パキケファロサウルスなども死んでいく。飢えて痩せ細ったパラサウロロフスは最後の力で葉を咥え、キングもまた彼の遺体をほおばり力尽きる。キングは2億年に及ぶ恐竜の歴史の最後の一頭であった。
そして現代になり、パラサウロロフスとティラノサウルスの化石が隣り合って発掘される。
番外編第1話 あらくれジャンボ（スコミムス）（白亜紀大恐竜記：改題）
魚食恐竜として描かれている。舞台は北アフリカ。
番外編第2話 まいごのビーク（真鳥類）（白亜紀末大恐竜記：改題）
ティラノサウルスの巣にまぎれこんだ鳥の雛が主人公である。天体衝突後の苛酷な環境が舞台となっている。

## 単行本

### 書籍
- 単行本 全1巻 集英社 ハードカバーB5版 1989年5月24日第1刷（絶版）
- 単行本リニューアル版 全1巻 集英社／創美社 ジャンプ・スーパーエース　1993年7月24日第1刷（絶版）
- 完全版 全1巻 ジャイブ 2005年7月23日初版発行（絶版）
新規書下ろしエピソードと鳥山明によるコメントが掲載されている。一部原稿に加筆あり。
- 錬命術 岸大武郎SF短編集 PHP研究所 2011年発売（絶版）
『大恐竜記』2話が収録されている（後に改題して番外編デジタルカラー版にカウントされるもの）
- オリジナル版 全1巻 復刊ドットコム 2018年6月16日発売
完全版の書下ろしや番外編は未収録だが、雑誌掲載当時のカラーや二色刷り、完全版に未収録のカット等が収録されている。

### 電子書籍
- 電子書籍のデジタルカラー版 AmazonKindle 2016 - 2017年 1話毎の個別12話分＋全12話総集編がそれぞれ出ている。同時に英語版『DINOVENTURE -Stories of Dinosaurs-』も出ている。
- 番外編2話 2017年にデジタルカラー版で出ている。もとは2007年に『学研まんが科学マガジン』『学研まんがひみつ科学マガジン』に掲載されたものを改題してシリーズに加えたもの。